# Стопан
Стопа́н (болг. стопан; макед. домашир, домаћ(к)ин; серб. змија чуваркућа) — домашний дух у южных славян.
Обычно домашний дух представляется в виде змеи, обитающей в каждом доме (болг. змия-стопанка, змия-домакинка; серб. кућарица, чуваркућа, змиjа чуваркућа). Она оберегает семью и все хозяйство от беды; связана с культом предков-опекунов; от неё зависит судьба домочадцев, даже целого села как единого рода. По сравнению со сходным восточнославянским Домовым, для южнославянской домовой змеи в меньшей степени характерна функция опекуна домашнего скота.
О. Кутарев отмечает сходство в почитании Стопана, восточнославянских Домового и Рода — всем им приносились в жертву трапезы, все они считались распорядителями судеб своих потомков, и в почитании всех их можно без труда найти (а в случае Рода — с большой вероятностью предположить) образ умершего предка (см. Культ предков).